# Pol (Monterroso)
Pol (llamada oficialmente San Cibrao de Pol) es una parroquia y una aldea española del municipio de Monterroso, en la provincia de Lugo, Galicia.

## Otras denominaciones
La parroquia también es conocida por el nombre de San Ciprián de Pol.

## Organización territorial
La parroquia está formada por tres entidades de población, constando dos de ellas en el nomenclátor del Instituto Nacional de Estadística español:
- A Camba
- O Pol (Pol)
- O Vilar

## Demografía

### Parroquia
| Gráfica de evolución demográfica de Pol (parroquia) entre 2000 y 2020 |
|                                                                       |
| Datos según el nomenclátor publicado por el INE.                      |

### Aldea
| Gráfica de evolución demográfica de Pol (aldea) entre 2000 y 2020 |
|                                                                   |
| Datos según el nomenclátor publicado por el INE.                  |